# 논

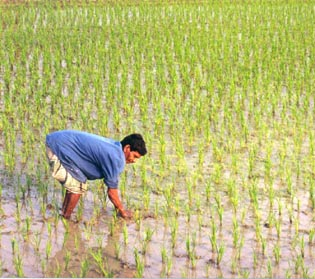
방글라데시의 모내기

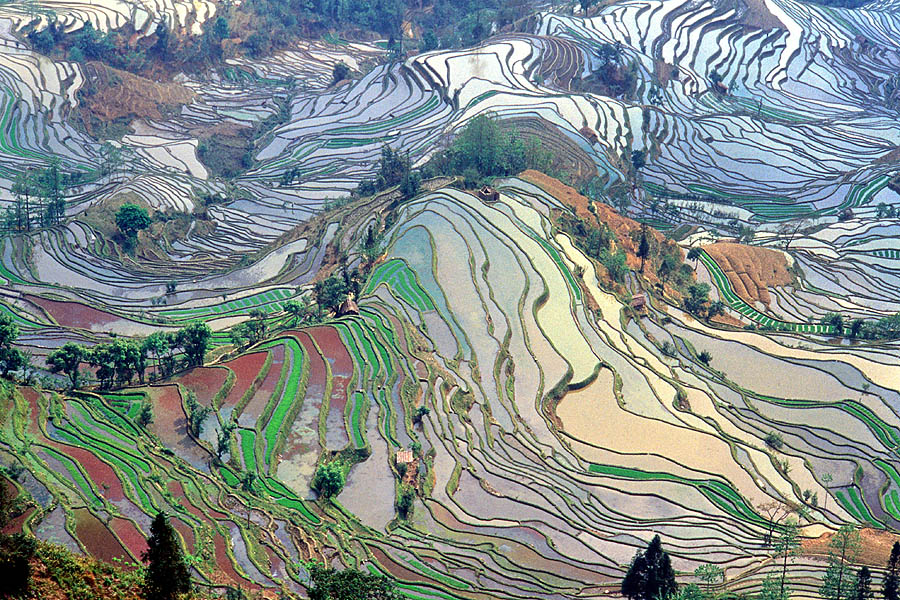
중화인민공화국 윈난성 위안양 현에 위치한 계단식 논

논(paddy field, paddy는 "벼"를 뜻하는 말레이어 padi에서 유래)은 물에 잠긴 채로 있는 농경지로, 벼와 타로토란 등 수생식물의 재배에 사용된다. 밭벼의 경우처럼, 벼는 원래 건조한 땅에서도 재배할 수 있었지만, 20세기부터 논에서 재배하는 것이 벼 농사에서 우위를 차지하였다.
논은 주로 벼를 재배하는 동아시아, 남아시아, 동남아시아 국가 (대한민국, 조선민주주의인민공화국, 일본, 중화인민공화국, 중화민국, 말레이시아, 태국, 베트남, 인도네시아, 필리핀, 미얀마, 캄보디아, 인도, 방글라데시, 파키스탄, 네팔, 스리랑카 포함)에서 많이 볼 수 있지만, 이 지역 외에도 벼를 재배하는 지역인 이탈리아의 피에몬테주, 프랑스의 카마르그, 아이티의 아르티보니트 계곡에서도 볼 수 있다.
논은 자연 지역에 인접한 하천이나 늪을 통해 만들어지지만, 흔히 가파른 산허리에서는 많은 노동력과 자원을 필요로 하며, 들판을 관개하는 데에는 많은 양의 물을 필요로 한다. 범람한 물의 공급은 농작물의 성장에 가장 중요하며, 물 뿐만 아니라 많은 종의 잡초를 제거하는 것도 벼의 성장에 유리한 환경을 제공한다. 물소는 습지대에서 적응된 유일한 역용동물로, 논에서 널리 사용된다.
벼 농사는 대량의 메탄 가스 발생으로 인해 환경에 악영향을 주기도 하는데, 연간 전 세계에서 발생하는 약 5,000만~1억 미터톤의 메탄 가스는 논에서 발생하는 것으로 추산되며, 인구 과잉으로 인한 온실 가스의 발생 수준은 지구 온난화라는 위협을 가져다 줄 정도의 상당 수준을 차지하고 있다.
그러나 최근의 연구에 의하면 논은 물때기(중간 배수)를 통해 농작물의 생산성이 향상되는 동시에 메탄 발생량을 크게 감소시킬 수 있는 것으로 확인되었다.

## 소각
농번기가 시작되면 벌레와 잡초를 제거하기 위해서 논두렁을 불로 태우는데 흙속에 있는 벌레는 살아남기 때문에 효과가 없으며 오히려 심각한 화상을 입으면 목숨이 위태롭다. 

## 농기계 사고
농기계를 사용 중에 추락 사고 등을 당해 부상을 입거나 사망하는 경우가 있다.

## 같이 보기
- 농경지
- 다랑논